# Федорченко Артем Володимирович
Артем Володимирович Федорченко (нар. 13 квітня 1980, Новочеркаськ, Ростовська область, РРФСР) — український футболіст, захисник.

## Життєпис
Футбольна кар'єру розпочав 1997 року в алчевській «Сталі», звідки був відданий в оренду до «Шахтаря» (Стаханов). У сезоні 2000/01 років разом за алчевцями виступав у Вищій лізі. На початку 2003 року виїхав до Росії, де виступав за нижньокамський «Нафтохімік». Влітку 2004 року переїхав до сусідньої Білорусі, де виступав за МТЗ-РІПО, з перервою в 2005 році, коли Артем захищав кольори російського «Металург-Кузбасу». У червні 2007 року, після отримання важкої травми, залишив мінський клуб, після чого повернувся до України. Навесні 2008 року зіграв 3 матчі в футболці луганського «Комунальника». У 2009 році перейшов до узбецького «Кизилкума», а в 2010 році знову виїхав до Білорусі, де захищав кольори новополоцького «Нафтану». На початку 2011 року підсилив склад армянського «Титана». По завершенні сезону 2011/12 років залишив кримський клуб. Після цього виступав за аматорські клуби «УСК-Рубін» (Донецьк) та «Орлайн» (Донецьк). З вересня 2015 року працює в люботинському ДЮСШ. У 2017 році захищав кольори аматорського клубу «Люботин».